# Надровия

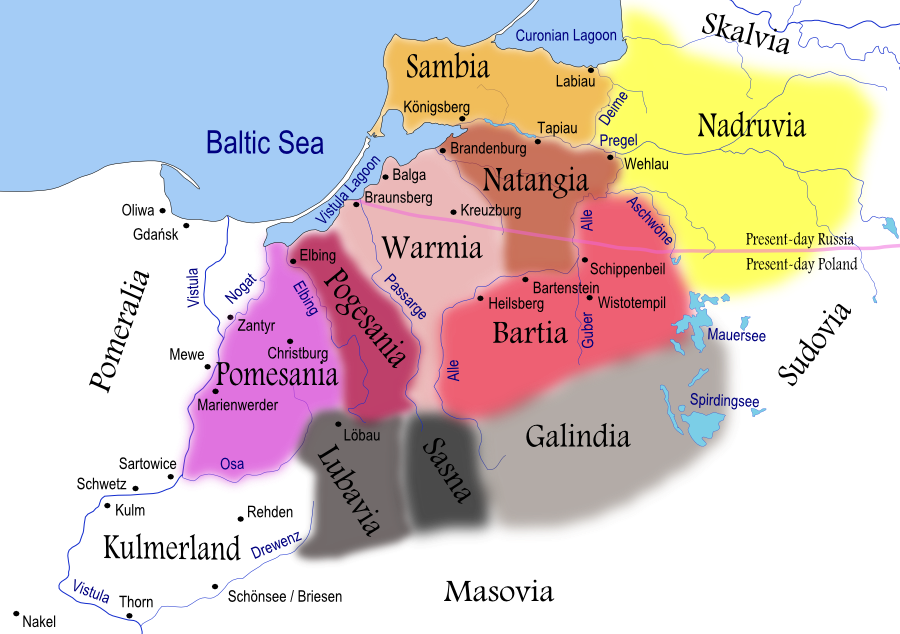
Территория Надровии выделена жёлтым цветом

Надровия (или Надрувия) (прусск. Nadrawa, Nadrāuwa, нем. Nadrauen, лит. Nadruva, пол. Nadrowia) — историческая область Европы. Ныне практически полностью расположена на территории России, лишь небольшая южная часть принадлежит Польше.

## Географическое описание
В настоящее время бо́льшая часть Надровии входит в состав Калининградской области (Гусевский, Озёрский, Черняховский городские округа, а также части Правдинского, Гвардейского, Полесского, Нестеровского, Славского, Неманского и Краснознаменского).
Надровия занимает бассейн реки Преголя: на западе от притока Преголи Нехны/рукава Преголи Деймы (отделяющего Надровию от Самбии), до водораздела Преголи с рекой Бебжа и верхним течением Шешупы, которые отделяют её от других исторических областей Европы: с юга — от Бартии и Галиндии, а с востока — от Судовии.
На севере Надровия граничит со Скаловией, а на западе — с Наттангией.

## История

### Происхождение названия
Название произошло от прусского племени надровов, которое некоторые лингвисты как Витаутас Мажюлис, Зигмас Зинкевичюс относят к литовцам либо считают переходным в этноязыковом понятии племенем.
Единого мнения лингвистов о происхождении этнонима надровов не существует.
Литовский лингвист Казимир Буга считал, что имя nadravo является составным из прусских слов na (на) и dravo (древо), что литературно можно перевести как Полесье. Зинкевичюс возводит вторую часть в na-dravo к гипотетической индоевропейской основе dhreu (поток). В этом случае литературный перевод будет Поречье. Вилюс Петерайтис считает, что слово drava — это не дошедшее до наших дней имя одного из притоков Преголи. Наконец, существует народно-этимологическое толкование слова Надровия как производного от личного имени Надро, принадлежавшего сыну прусского вождя Видевута.

### Прусско-немецкий период
В 1230 году в польском городе Хелмно (который получил немецкое название — Кульм), пограничном с землями пруссов, по приглашению Конрада I Мазовецкого обосновался Тевтонский орден. Первые военные столкновения между крестоносцами и жителями Надровии произошли примерно в 1255 году, когда тевтонцы начали завоевание самбов, западных соседей надровов. Окончательное завоевание надровов орденом крестоносцев задержалось до 1275 года благодаря Великому прусскому восстанию.
После Тевтонского завоевания Надровия была одной из одиннадцати областей (Gaue), на которые делилась Пруссия до реформы Фридриха Великого.

### Новейшая история
Вошла в основном в состав СССР после Великой Отечественной войны, ныне — основной частью в составе России; небольшая южная часть — в составе Польши.

## Внешние ссылки
- Черняховск — Надровия